# Reignac (Gironda)
Reignac é uma comuna francesa na região administrativa da Nova Aquitânia, no departamento da Gironda. Estende-se por uma área de 37,15 km². Em 2010 a comuna tinha 1 616 habitantes (densidade: 43,5 hab./km²).